# 摺紙步驟圖

紙飛機的摺紙步驟圖

摺紙步驟圖又稱摺紙圖或摺紙圖示（英語：Origami diagram）是对摺紙作品製作的流程和步骤的记录，为折纸的表示方法之一。一般會將每個步驟的紙的形狀繪製於圖上並標記下一個步驟所需的圖示與需要用到的摺線的相對位置。除了繪圖之外有的以照片和文字說明呈現。最常見的摺紙步驟圖是由美國人山姆·蘭德列特發明了吉澤章-蘭德列特圖解摺紙記號系統表示，摺線有山摺線和谷摺線兩種有的時候會有剪線，並以箭頭表示摺紙的方向。幾乎所有書籍都採用摺紙步驟圖來進行摺紙教學。

## 基本的摺紙方法
摺紙步驟圖最基本就是要標出山摺與谷摺。但也有些摺紙步驟圖所有摺線皆以虛線表示，山摺與谷摺則以箭頭分別，但最常見的表示方式是基於吉澤章-蘭德列特圖解摺紙記號系統，谷摺以虛線表示、山摺以交錯的點和線段組成的點虛線表示。另外也有混合立體圖與箭頭的表示方式，或搭配文字解說。

谷折[3]
山折[3]
蛇腹折
向內摺

## 複合的摺紙方法
- 捲摺：通過重複山摺與谷摺，折去向內捲起，一般會用螺旋狀的箭頭表示[1]。
- 斷摺：山摺與谷摺混合的摺法[1]，有如迂迴狀，一般會用閃電形的箭頭表示，也稱作迂迴摺[4][5]
- 中分摺[4]：打開欲摺疊的位置，朝向內側再次摺疊再複原[6]，又稱為向內反摺[7]，紙鶴的頭部就是使用這種摺法。
- 三浦摺疊[8]：這種摺法一般只使用山摺線與谷摺線表示，以拉開對角兩端來可以把紙張展開，而在收縮時則反向推入。

中分摺
角摺
兔耳摺（日語：つまみ折り）
花瓣摺（日語：花弁折り）
三浦摺疊

## 常用的摺紙表示記號

常用的摺紙表示記號
谷折[3]
山折[3]
打摺痕（谷折）[3]
打摺痕（山折）[3]
段摺[3]
捲摺[1]
内側段摺
外側段摺
翻面[3]
改變拿的方向[3]
打開後壓平
拉開[3]
中分摺
角摺
重複動作
切割、剪開或割開
吹氣[3]
放大表示[3]
壓進去，有時會用代替。
作等分角
依比例摺疊

## 吉澤章-蘭德列特系統
吉澤章-蘭德列特系統是一種國際通用的摺紙步驟圖符號表示系統。
- 向前摺（谷摺）
- 向後摺（山摺）
- 打摺痕
- 翻到背面

## 摺紙展開圖

摺紙作品《劍士》的摺紙展开圖

摺紙展開圖（英語：Crease pattern）是另外一種紀錄摺紙步骤的方式，僅將山摺線、谷摺線、剪線標記於紙張上，製作上較為困難，是記錄摺紙最簡單的方式。

## 例子

紙船的摺紙步驟圖
以吉澤章-蘭德列特系統表示的紙飛機圖解
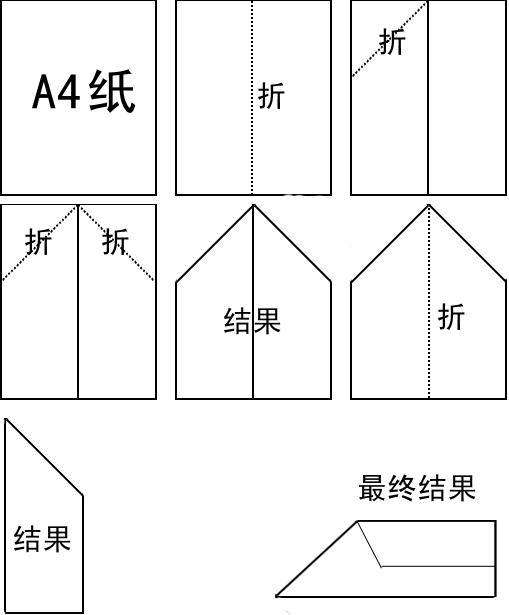
非吉澤章系統的紙飛機圖解
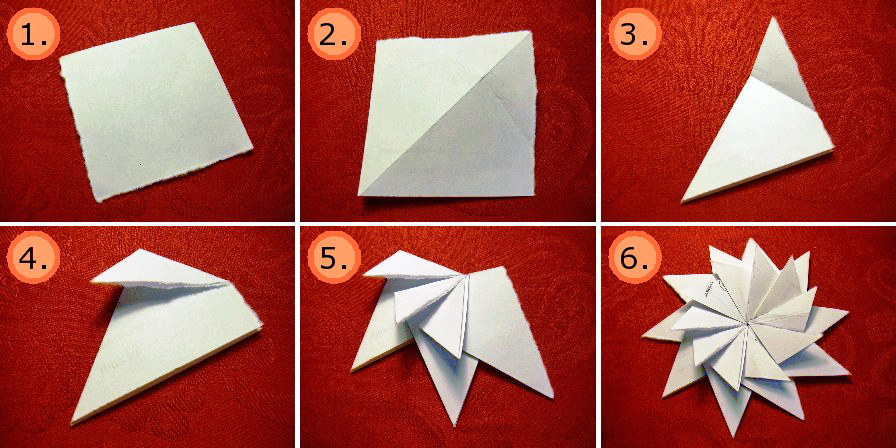
用照片記錄的摺紙步驟圖